# Polycarena filiformis
Polycarena filiformis är en flenörtsväxtart som beskrevs av Friedrich Ludwig Diels. Polycarena filiformis ingår i släktet Polycarena och familjen flenörtsväxter. Inga underarter finns listade i Catalogue of Life.